# John Herbert Hollomon
John Herbert Hollomon, Jr. (Norfolk (Virgínia), 12 de março de 1919 — Albany (Nova Iorque), 8 de maio de 1985) foi um engenheiro estadunidense. Foi membro fundador da Academia Nacional de Engenharia dos Estados Unidos.

## Biografia
Hollomon obteve o D.Sc. em metalurgia em 1946 no Instituto de Tecnologia de Massachusetts (MIT). Trabalhou depois nos laboratórios da General Electric em Schenectady, onde tornou-se gerente geral.
Em 1962 foi indicado primeiro assistente para ciência e tecnologia do Departamento de Comércio dos Estados Unidos. Nesta função ele estabeleceu o Environmental Sciences Services Administration (mais tarde renomeada como National Oceanic and Atmospheric Administration), o Commerce Technical Advisory Board e o programa State Technical Services. Em um período de 1967 serviu como sub-secretário de comércio, mas deixou o governo para ir para a Universidade de Oklahoma, onde foi por um ano presidente designado e dois anos presidente.
Em 1970 Hollomon retornou ao MIT como consultante do presidente e depois professor de engenharia. Em 1983 foi para a Universidade de Boston, onde permaneceu até morrer. O Hollomon Hall na Universidade de Oklahoma é nomeado em sua memória.
Participou da 9ª Conferência de Solvay, em 1951.